# Sarah Cripps
Sarah Ann Cripps (* 1821 oder 1822 in London, England; † 8. Juni 1892 in Wellington, Neuseeland) war eine neuseeländische Herbergsmutter, Ladenbesitzerin, Postmeisterin und Hebamme.

## Frühes Leben
Sarah Ann Rigelsford wurde 1821 oder 1822 als Tochter des Arbeiters John Rigelsford in London geboren. Der Name ihrer Mutter ist nicht bekannt. Über ihre Kindheit, Jugendzeit und Schulbildung ist nichts bekannt. Sie soll eine geschickte Näherin gewesen sein, die sich als junge Frau mit einer eigenen Schneiderei selbstständig gemacht hat.

## Ehe
Am 15. April 1844 heiratete sie in St. Mary Lambeth in London mit Isaac Cripps ein Mitglied der London Metropolitan Police Force. Aus der Ehe gingen über die vielen Jahre zehn Kinder hervor.

## Auckland Islands
Sarah Cripps’ Mann kündigte 1849 seinen Dienst bei der Polizei und segelte mit seiner Familie noch im gleichen Jahr zu den Auckland Islands, wo die Walfang-Firma von Charles Enderby eine Walfangstation geplant und den Bau einer Siedlung für eine Gruppe von 66 Siedlern in Aussicht gestellt hatte. Am 27. Dezember 1849 in Port Ross angekommen, begannen für die Familie zwei entbehrungsreiche Jahre. Allen Personen, 36 Männer, 16 Frauen und 14 Kinder, wurden Aufgaben zugewiesen, wobei Sarah Cripps die Aufgabe hatte, als Krankenschwester und Hebamme zu arbeiten. 1951 wurde das Unternehmen von Enderby aufgegeben.

## Wellington
1852 reiste Sarah Cripps’ Familie auf der Brigg Kitty nach Wellington, wo die Familie zwei Jahre lang lebte und ihr Mann als Arbeite für den Lebensunterhalt der Familie sorgte. 1854 zogen sie weiter und ihr Mann nahm eine Stelle als Landarbeiter an. Nach weiteren zwei Jahren zogen sie ins Landesinnere, wo Cripps’ Mann ein Stück Land am Whareama River im südöstlichen Teil der Nordinsel erwerben konnte und für die Familie eine Haus baute.
Da ihr Haus an der Hauptroute zwischen Wellington und der Region Hawke’s Bay lag, entschloss sich Cripps, ihr Haus, das sie Sevenoaks genannt hatten, als Unterkunft für Reisende zu betreiben. Auch eröffnete sie einen Laden und ein Postamt, um den Bedarf der Reisenden und der Siedler in dem Gebiet zu decken. Obwohl ihr Mann 1863 zum Postmeister ernannt wurde, kümmerte sich Cripps um all die täglichen Angelegenheiten des Postamtes. Sie war in den 1860er und 1870er Jahren eine angesehene Persönlichkeit in der Gegend des Wairarapa. Doch da der nächstgelegene Arzt im 20 Meilen entfernten Masterton praktizierte, wurde Cripps gerufen, wenn eine Geburt anstand. Sie stand dafür immer zur Verfügung, zu jeder Zeit, auch wenn die Reise noch so beschwerlich und weit war. Neben all diesen Aufgaben kümmerte sie sich auch um die Erziehung und das Wohlergehen ihrer zehn Kinder. Durch all ihr Wirken leistete Cripps einen wesentlichen Beitrag zur Stabilität einer isolierten Gemeinde.
Als sie am 8. Juni 1892 im Alter von ca. 70 Jahren in Wellington verstarb, wurde sie als die beliebteste Frau von Wellington bis Ahuriri (früherer Name von Napier) jener Tage bezeichnet.